# 에비쓰역
에비쓰역(일본어: 海老津駅)은 일본 후쿠오카현 온가군 오카가키정에 있는 규슈 여객철도 가고시마 본선의 역이다. 오카가키 정 유일의 역이다. 일중에는 몇 개, 후쿠오카 방면 발 에비쓰 행이 설정되어 있다. 예전에는 전원 쾌속(초대)이 정차하고 있었지만, 특급 쾌속과의 통·폐합 시엔 쾌속 정차역으로부터 떨어졌다. 한 시기는 전원 쾌속이 통과하고 있었지만, 현재는 아침 8:30분 이전과, 저녁 18:30분 이후에 이 역을 지나는 쾌속이 설정되고 있다.

## 역 구조 및 승강장
단식 승강장 1면 1선과, 섬식 승강장 1면 2선, 합계 2면 3선의 설비를 가지는 축제 상의 지상역. 대피선 1선을 가진다. 개찰구는 역 북쪽의 승강장으로부터 보이면 아래층에 있다. 역 구내 주변의 토지 고저차가 크기 때문에 축제형 역이 되었다. 3번 선의 바깥 쪽으로 화물용의 통과 · 대피선이 있다. 직영역으로, 발권 창구가 설치되어 있다.
| 1 | ■ 가고시마 본선 | (상행) | 오리오 · 고쿠라 · 모지코 방면 |
| 2 | ■ 가고시마 본선 |        | 대피선                        |
| 3 | ■ 가고시마 본선 | (하행) | 아카마 · 하카타 · 오무타 방면 |

## 역 주변
- 트란도르 에비쓰 역 앞 점
- 훼미리마트 에비쓰 역 앞 점
- 규슈 전력 에비쓰 변전소

## 역사
- 1910년 2월 6일 : 철도원이 개업.
- 1987년 4월 1일 : 일본국유철도 분할 민영화에 의해, 규슈 여객철도가 승계.
- 2009년 3월 1일 : IC카드 SUGOCA의 사용을 개시.

## 인접 역
| 가고시마 본선         | 가고시마 본선          | 가고시마 본선                |
| --------------------- | ---------------------- | ---------------------------- |
| 온가가와 모지 항 방면 | ■ 쾌속 · 준쾌속 · 보통 | 교이쿠다이마에 가고시마 방면 |